# Princess and the Pony
Princess and the Pony is een Amerikaanse film uit 2011 van The Asylum met Fiona Perry.

## Verhaal
Een verlegen jonge prinses wordt naar haar familie in de Verenigde Staten gestuurd om er te gaan wonen. Ze ontdekt er een pony die gevangen gehouden wordt door een duistere kermiseigenaar. Het meisje en het paard sluiten een bijzondere vriendschap.

## Rolverdeling
| Acteur          | Personage         |
| --------------- | ----------------- |
| Fiona Perry     | Evelyn Cottington |
| Bill Oberst Jr. | Theodore Snyder   |
| Bobbi Jo Lathan | Fay               |
| Ron Hajak       | Lawrence          |
| Aubrey Wakeling | Fernando          |